# دهستان رباط‌جز
رباط جز، دهستانی است از توابع شهرستان خوشاب استان خراسان رضوی ایران.
روستاهای حجت آباد، رباط جز و عبدالله آباد زیر مجموعه دهستان رباط جز هستند. حفر چاههای عمیق جهت کشاورزی، آبادی خاصی به این منطقه بخشیده است. وجود باغ‌های پسته بسیار در رباط جز، شهرت بسیاری را به این منطقه داده است؛ از این حیث یکی از بهترین روستاهای ایران شناخته می‌شود. با وجود وسعت زیاد و جمعیت بالا، رباط جز هنوز به عنوان شهر شناخته نشده است. شایان ذکر است این روستا جزء 11 روستای نمونهٔ کشور شناخته شده است.}

## جمعیت
جمعیت این دهستان بر اساس سرشماری سال ۱۳۸۵ جمعیت آن ۳٬۲۲۱ نفر (۸۸۶ خانوار)
بوده است.